# Cedar Creek
Cedar Creek é uma vila localizada no estado americano de Nebraska, no Condado de Cass.

## Demografia
Segundo o censo americano de 2000, a sua população era de 396 habitantes.
Em 2006, foi estimada uma população de 409, um aumento de 13 (3.3%).

## Geografia
De acordo com o United States Census Bureau, a localidade tem uma área de 2,8 km², dos quais 1,8 km² cobertos por terra e 1,0 km² cobertos por água. Cedar Creek localiza-se a aproximadamente 311 m acima do nível do mar.

## Localidades na vizinhança
O diagrama seguinte representa as localidades num raio de 16 km ao redor de Cedar Creek.